# Deloryita
La deloryita és un mineral de la classe dels òxids. Rep el nom del col·leccionista de minerals Jean Claude Delory (1953–), qui va descobrir l'exemplar.

## Característiques
La deloryita és un òxid de fórmula química Cu₄(UO₂)(MoO₄)₂(OH)₆. Cristal·litza en el sistema monoclínic. La seva duresa a l'escala de Mohs és 4.
Segons la classificació de Nickel-Strunz, la deloryita pertany a «04.FL: Hidròxids (sense V o U), amb H2O+-(OH); làmines d'octaedres que comparetixen angles» juntament amb els següents minerals: trebeurdenita, woodallita, iowaïta, jamborita, meixnerita, fougerita, hidrocalumita, kuzelita, aurorita, calcofanita, ernienickelita, jianshuiïta, woodruffita, asbolana, buserita, rancieïta, takanelita, birnessita, cianciul·liïta, jensenita, leisingita, akdalaïta, cafetita i mourita.

## Formació i jaciments
Va ser descoberta a la mina Cap Garonne, situada a la localitat de Lo Pradet, al departament de Var (Provença – Alps – Costa Blava, França). També ha estat descrita a la localitat de Rabejac, al departament francès de l'Erau (Occitània). Aquests dos indrets són els únics de tot el planeta on ha estat descrita aquesta espècie mineral.